# 경강로
경강로(京江路, Gyeonggang-ro)는 경기도 남양주시 다산동 도농삼거리에서 강원특별자치도 강릉시 강릉항을 잇는 도로이다.

## 역사
- 1975년 10월 1일 : 양평군 단월면 모용리 ~ 청운면 가현리 총 280m 구간 개통 및 기존 총 380m 구간 폐지, 횡성군 서원면 유현리 ~ 공근면 초원리 총 360m 구간 개통 및 기존 총 620m 구간 폐지[1]
- 1976년 4월 7일 : 횡성군 둔내면 현천리 ~ 평창군 진부면 상진부리 총 10.087km 구간 개량[2]
- 1982년 1월 25일 : 양평군 양평읍 양근리 580m 구간 개통, 기존 교량 380m 구간 폐지[3]
- 1994년 7월 15일 : 횡성군 우천면 하금리 ~ 횡성읍 추동리 6.8km 구간 개통[4]
- 1995년 12월 29일 : 남양주시 상패동 ~ 와부읍 팔당리 2.8km 구간 개통, 기존 남양주시 상패동 ~ 와부읍 도곡리 3km 구간 폐지[5]
- 1998년 12월 31일 : 팔당대교 ~ 조안간 도로(남양주시 와부읍 팔당리 ~ 조안면 능내리) 3.925km 구간 확장 개통 및 기존 4.2km 구간 폐지[6], 조안 ~ 양수간 도로(남양주시 조안면 능내리 ~ 양평군 양서면 용담리) 4.186km 구간 확장 개통 및 기존 5.49km 구간 폐지[7], 양수 ~ 덕평간 도로(양평군 양서면 용담리 ~ 양평읍 오빈리) 15.27km 구간 확장 개통, 기존 16.73km 구간 폐지[8]
- 1999년 11월 15일 : 양평 ~ 용문간 도로(양평군 양평읍 덕평리 ~ 용문면 삼성리) 4.1km 구간 확장 개통, 기존 구간 폐지[9]
- 2000년 7월 1일 : 양평군 청운면 비룡리 ~ 용두리 2.26km 구간 확장 개통, 기존 2.25km 구간 폐지[10]
- 2000년 12월 31일 : 용문 ~ 용두간 도로(양평군 용문면 삼성리 ~ 청운면 비룡리) 13.3km 구간 확장 개통, 기존 14km 구간 폐지[11]
- 2001년 1월 1일 : 횡성군 횡성읍 마산리 ~ 공근면 신촌리 6.7km 구간 확장 개통, 기존 6.5km 구간 폐지[12]
- 2003년 11월 17일 : 평창군 봉평면 무이리 ~ 평촌리 5.426km 구간 확장 개통[13]
- 2003년 12월 31일 : 횡성군 횡성읍 마산리 ~ 우천면 용둔리 구간 5.737km 확장 개통[14]
- 2009년 7월 10일 : 2개 이상 시·도에 걸쳐 있는 도로로 경강로를 고시[15]
- 2010년 12월 24일 : 오빈 교차로(양평군 양평읍 오빈리) 1.1km 구간 입체화 개통[16]
- 2017년 6월 23일 : 둔내 ~ 무이간 도로 1공구(횡성군 둔내면 마암리) 1.4km 구간 확장 개통, 기존 1.6km 구간 폐지[17]
- 2017년 9월 22일 : 둔내 ~ 무이간 도로 1공구(횡성군 둔내면 현천리 ~ 화도리) 10.8km 구간 확장 개통, 기존 횡성군 둔내면 마암리 1.6km 구간 폐지[18]
- 2017년 12월 4일 : 서원 ~ 공근간 도로(경기도 양평군 청운면 갈운리 ~ 강원도 횡성군 공근면 초원리) 총 8.64km 구간 확장 개통, 기존 경기도 양평군 청운면 갈운리 ~ 강원도 횡성군 서원면 유현리 총 1.35km 구간 폐지[19]
- 2017년 12월 27일 : 둔내 ~ 무이간 도로 2공구(횡성군 둔내면 화동리 ~ 평창군 진부면 간평리) 33.17km 구간 확장 개통, 기존 횡성군 둔내면 화동리 ~ 평창군 진부면 상진부리 총 23.48km 구간 폐지[20], 평창군 용평면 장평리 190m 구간 폐지[21]
- 2017년 12월 11일 : 간평 ~ 횡계IC간 도로(평창군 대관령면 유천리 ~ 차항리) 4.48km 구간 확장 개통, 기존 평창군 대관령면 유천리 총 930m 구간 폐지[22]
- 2017년 12월 20일 : 월정삼거리 ~ 차항간 도로(평창군 진부면 간평리 ~ 대관령면 유천리) 5.141km 구간 확장 개통[23]

## 주요 경유지
경기도
- 남양주시 (다산동 - 양정동 - 와부읍 - 조안면) - 양평군 (양서면 - 옥천면 - 양평읍 - 용문면 - 단월면 - 청운면)

강원특별자치도
- 횡성군 (서원면 - 공근면 - 횡성읍 - 우천면 - 둔내면) - 평창군 (봉평면 - 용평면 - 진부면 - 대관령면) - 강릉시 (성산면 - 홍제동 - 중앙동 - 옥천동 - 포남동 - 송정동)

## 노선

### 경기도
| 이름                           | 접속 노선                        | 소재지                                                | 소재지                                                          | 비고                                                                                     |
| ------------------------------ | -------------------------------- | ----------------------------------------------------- | --------------------------------------------------------------- | ---------------------------------------------------------------------------------------- |
| (이름 없음)                    | 국도 제6호선 (경춘로)            | 남양주시                                              | 다산동                                                          | 국도 제6호선 구간                                                                        |
| (도농 나들목)                  | 북부간선도로                     | 남양주시                                              | 양정동                                                          | 국도 제6호선 구간 강릉 방면 진입 불가 남양주 방면 진출 불가                              |
| 왕자궁마을 교차로              |                                  | 남양주시                                              | 양정동                                                          | 국도 제6호선 구간                                                                        |
| 금교                           |                                  | 남양주시                                              | 양정동                                                          | 국도 제6호선 구간                                                                        |
| 이패방앗간앞 교차로            | 국가지원지방도 제86호선 (양정로) | 남양주시                                              | 양정동                                                          | 국도 제6호선 구간 국가지원지방도 제86호선 구간                                           |
| 이패 나들목                    | 수석호평도시고속화도로           | 남양주시                                              | 양정동                                                          | 국도 제6호선 구간 국가지원지방도 제86호선 구간 강릉 방면 진입 불가 남양주 방면 진출 불가 |
| 백천사입구 교차로              | 경강로213번길                    | 남양주시                                              | 양정동                                                          | 국도 제6호선 구간 국가지원지방도 제86호선 구간                                           |
| 양정역 이패2교                 |                                  | 남양주시                                              | 양정동                                                          | 국도 제6호선 구간 국가지원지방도 제86호선 구간                                           |
| 삼패사거리                     | 고산로                           | 남양주시                                              | 양정동                                                          | 국도 제6호선 구간 국가지원지방도 제86호선 구간                                           |
| 덕소 나들목                    | 국가지원지방도 제86호선 (덕소로) | 남양주시                                              | 양정동                                                          | 국도 제6호선 구간 국가지원지방도 제86호선 구간                                           |
| 덕소교                         |                                  | 남양주시                                              | 양정동                                                          | 국도 제6호선 구간                                                                        |
| 덕소교                         | 와부읍                           | 남양주시                                              |                                                                 | 국도 제6호선 구간                                                                        |
| 덕소강변대교 도곡교            |                                  | 남양주시                                              |                                                                 | 국도 제6호선 구간                                                                        |
| 도곡 나들목                    | 덕소로                           | 남양주시                                              |                                                                 | 국도 제6호선 구간                                                                        |
| 동막골입구 교차로              | 경강로849번길                    | 남양주시                                              |                                                                 | 국도 제6호선 구간                                                                        |
| 하팔당삼거리                   | 팔당로                           | 남양주시                                              |                                                                 | 국도 제6호선 구간                                                                        |
| 팔당대교 나들목                | 국도 제45호선 (창우로)           | 남양주시                                              | 국도 제6, 45호선 구간                                           |                                                                                          |
| 팔당교                         | 팔당로                           | 남양주시                                              | 국도 제6, 45호선 구간                                           |                                                                                          |
| 팔당육교                       | 팔당로                           | 남양주시                                              | 국도 제6, 45호선 구간                                           |                                                                                          |
| 팔당1터널                      |                                  | 남양주시                                              | 국도 제6, 45호선 구간 강릉 방향 연장 196m 남양주 방향 연장 220m |                                                                                          |
| 팔당2터널                      |                                  | 남양주시                                              | 국도 제6, 45호선 구간 강릉 방향 연장 299m 남양주 방향 연장 289m |                                                                                          |
| 팔당2터널                      | 조안면                           | 남양주시                                              | 국도 제6, 45호선 구간 강릉 방향 연장 299m 남양주 방향 연장 289m |                                                                                          |
| 팔당3터널                      |                                  | 남양주시                                              | 국도 제6, 45호선 구간 강릉 방향 연장 161m 남양주 방향 연장 220m |                                                                                          |
| 팔당4터널                      |                                  | 남양주시                                              | 국도 제6, 45호선 구간 강릉 방향 연장 350m 남양주 방향 연장 428m |                                                                                          |
| 봉안터널                       |                                  | 남양주시                                              | 국도 제6, 45호선 구간 강릉 방향 연장 728m 남양주 방향 연장 722m |                                                                                          |
| 봉안대교                       |                                  | 남양주시                                              | 국도 제6, 45호선 구간                                           |                                                                                          |
| 조안 나들목                    | 국도 제45호선 (북한강로)         | 남양주시                                              | 국도 제6, 45호선 구간                                           |                                                                                          |
| 신양수대교                     |                                  | 남양주시                                              | 국도 제6호선 구간                                               |                                                                                          |
| 신양수대교                     | 양평군                           | 양서면                                                | 국도 제6호선 구간                                               |                                                                                          |
| 양수 교차로                    | 양평군                           | 양서면                                                | 국도 제6호선 구간                                               | 양수로                                                                                   |
| 용담대교                       | 양평군                           | 양서면                                                |                                                                 | 국도 제6호선 구간 강릉 방향 전용                                                         |
| 신원역 교차로                  | 양평군                           | 양서면                                                | 신원역길                                                        | 국도 제6호선 구간                                                                        |
| 신원교 국수교                  | 양평군                           | 양서면                                                |                                                                 | 국도 제6호선 구간                                                                        |
| 국수 교차로                    | 양평군                           | 양서면                                                | 국수역길                                                        | 국도 제6호선 구간                                                                        |
| 복포2 교차로                   | 양평군                           | 양서면                                                | 남한강변길                                                      | 국도 제6호선 구간                                                                        |
| 복포과선교                     | 양평군                           | 양서면                                                |                                                                 | 국도 제6호선 구간                                                                        |
| (복음교)                       | 양평군                           | 양서면                                                | 웃능골길                                                        | 국도 제6호선 구간                                                                        |
| 양평 나들목                    | 양평군                           | 45호선 중부내륙고속도로 400호선 수도권제2순환고속도로 | 옥천면                                                          | 국도 제6호선 구간                                                                        |
| 아신 교차로                    | 양평군                           | 남한강변길                                            | 옥천면                                                          | 국도 제6호선 구간                                                                        |
| 아신역 교차로                  | 양평군                           | 아신역1길                                             | 옥천면                                                          | 국도 제6호선 구간                                                                        |
| 고읍 교차로                    | 양평군                           | 고읍로                                                | 옥천면                                                          | 국도 제6호선 구간                                                                        |
| 고읍교                         | 양평군                           |                                                       | 옥천면                                                          | 국도 제6호선 구간                                                                        |
| 옥천 교차로                    | 양평군                           | 옥천창말길                                            | 옥천면                                                          | 국도 제6호선 구간                                                                        |
| 오빈 교차로                    | 양평군                           | 양근로 덕바위길                                       | 양평읍                                                          | 국도 제6호선 구간                                                                        |
| 덕평1교 덕평2교                | 양평군                           |                                                       | 양평읍                                                          | 국도 제6호선 구간                                                                        |
| 상평 교차로                    | 양평군                           | 국도 제37호선 국가지원지방도 제98호선 (마유산로)      | 양평읍                                                          | 국도 제6, 37, 44호선 구간                                                                |
| 공흥육교                       | 양평군                           | 백운길                                                | 양평읍                                                          | 국도 제6, 37, 44호선 구간                                                                |
| 양평 교차로                    | 양평군                           | 국도 제37호선 (여주 ~ 양평간 도로)                    | 양평읍                                                          | 국도 제6, 37, 44호선 구간                                                                |
| 백동육교                       | 양평군                           | 초롱길                                                | 양평읍                                                          | 국도 제6, 44호선 구간                                                                    |
| 백안육교                       | 양평군                           | 중앙로                                                | 양평읍                                                          | 국도 제6, 44호선 구간                                                                    |
| 신흥육교                       | 양평군                           | 대흥로                                                | 양평읍                                                          | 국도 제6, 44호선 구간                                                                    |
| 대흥1교                        | 양평군                           |                                                       | 양평읍                                                          | 국도 제6, 44호선 구간                                                                    |
| 대흥교                         | 양평군                           | 대흥로 황골길                                         | 양평읍                                                          | 국도 제6, 44호선 구간                                                                    |
| 삼성교                         | 양평군                           |                                                       | 용문면                                                          | 국도 제6, 44호선 구간                                                                    |
| 용문터널                       | 양평군                           |                                                       | 용문면                                                          | 국도 제6, 44호선 구간 강릉 방향 연장 173m 남양주 방향 연장 345m                          |
| 용문 교차로                    | 양평군                           | 갈월길                                                | 용문면                                                          | 국도 제6, 44호선 구간                                                                    |
| 용문교 마룡1교 마룡2교 마룡3교 | 양평군                           |                                                       | 용문면                                                          | 국도 제6, 44호선 구간                                                                    |
| 마룡 교차로                    | 양평군                           | 지방도 제341호선 (용문산로)                           | 용문면                                                          | 국도 제6, 44호선 구간                                                                    |
| 금곡교                         | 양평군                           |                                                       | 용문면                                                          | 국도 제6, 44호선 구간                                                                    |
| 금곡 교차로                    | 양평군                           | 용문로                                                | 용문면                                                          | 국도 제6, 44호선 구간                                                                    |
| 봉상삼거리                     | 양평군                           | 국가지원지방도 제70호선 (용문로)                      | 단월면                                                          | 국도 제6, 44호선 구간 국가지원지방도 제70호선 구간                                       |
| 삼가 교차로                    | 양평군                           | 지방도 제345호선 (양동로) 봉상길                      | 단월면                                                          | 국도 제6, 44호선 구간 국가지원지방도 제70호선 구간 지방도 제345호선 구간                 |
| 봉상2교                        | 양평군                           |                                                       | 단월면                                                          | 국도 제6, 44호선 구간 국가지원지방도 제70호선 구간 지방도 제345호선 구간                 |
| 부안교                         | 양평군                           | 봉상길 재인동길                                       | 단월면                                                          | 국도 제6, 44호선 구간 국가지원지방도 제70호선 구간 지방도 제345호선 구간                 |
| 단월 교차로                    | 양평군                           | 보룡길                                                | 단월면                                                          | 국도 제6, 44호선 구간 국가지원지방도 제70호선 구간 지방도 제345호선 구간                 |
| 단월교                         | 양평군                           |                                                       | 단월면                                                          | 국도 제6, 44호선 구간 국가지원지방도 제70호선 구간 지방도 제345호선 구간                 |
| 보룡 교차로                    | 양평군                           | 국가지원지방도 제70호선 지방도 제345호선 (단월로)     | 단월면                                                          | 국도 제6, 44호선 구간 국가지원지방도 제70호선 구간 지방도 제345호선 구간                 |
| 교동 교차로                    | 양평군                           | 백동길                                                | 청운면                                                          | 국도 제6, 44호선 구간                                                                    |
| 비룡 교차로                    | 양평군                           | 용두로 비룡1길                                        | 청운면                                                          | 국도 제6, 44호선 구간                                                                    |
| 청운교 용두교 용두육교         | 양평군                           |                                                       | 청운면                                                          | 국도 제6, 44호선 구간                                                                    |
| 용두 교차로                    | 양평군                           | 국도 제44호선 (설악로) 청운로                         | 청운면                                                          | 국도 제6, 44호선 구간                                                                    |
| 갈은교                         | 양평군                           |                                                       | 청운면                                                          | 국도 제6호선 구간                                                                        |
| 갈운리                         | 양평군                           | 지방도 제349호선 (몰운고갯길)                         | 청운면                                                          | 국도 제6호선 구간                                                                        |
| 도덕터널                       | 양평군                           |                                                       | 청운면                                                          | 국도 제6호선 구간 연장 440m                                                              |

### 강원특별자치도
| 이름                        | 접속 노선                                                   | 소재지                                     | 소재지                                      | 비고                                                                            |
| --------------------------- | ----------------------------------------------------------- | ------------------------------------------ | ------------------------------------------- | ------------------------------------------------------------------------------- |
| 도덕터널                    |                                                             | 횡성군                                     | 서원면                                      | 국도 제6호선 구간 연장 440m                                                     |
| 풍수원 교차로               | 지방도 제409호선 (서원서로)                                 | 횡성군                                     | 서원면                                      | 국도 제6호선 구간                                                               |
| 연내교                      |                                                             | 횡성군                                     | 서원면                                      | 국도 제6호선 구간                                                               |
| 유현 교차로                 | 서원로                                                      | 횡성군                                     | 서원면                                      | 국도 제6호선 구간                                                               |
| 왕래교                      |                                                             | 횡성군                                     | 서원면                                      | 국도 제6호선 구간                                                               |
| 횡성공근농공단지            | 아이티밸리길                                                | 횡성군                                     | 공근면                                      | 국도 제6호선 구간                                                               |
| 원대교 광전교               |                                                             | 횡성군                                     | 공근면                                      | 국도 제6호선 구간                                                               |
| 신촌 나들목                 | 국도 제5호선 (영서로)                                       | 횡성군                                     | 공근면                                      | 국도 제5, 6호선 구간                                                            |
| 학곡 나들목                 | 한우로                                                      | 횡성군                                     | 횡성읍                                      | 국도 제5, 6호선 구간 강릉 방면 진입 불가 남양주 방면 진출 불가                  |
| 학곡육교 학곡교             |                                                             | 횡성군                                     | 횡성읍                                      | 국도 제5, 6호선 구간                                                            |
| 횡성터널                    |                                                             | 횡성군                                     | 횡성읍                                      | 국도 제5, 6호선 구간 강릉 방면 연장 540m 남양주 방면 연장 544m                  |
| 섬강교 가담육교             |                                                             | 횡성군                                     | 횡성읍                                      | 국도 제5, 6호선 구간                                                            |
| 입석 나들목                 | 국도 제5호선 국도 제19호선 (횡성로)                         | 횡성군                                     | 횡성읍                                      | 국도 제5, 6, 19호선 구간                                                        |
| 전천1교 읍상육교            |                                                             | 횡성군                                     | 횡성읍                                      | 국도 제6, 19호선 구간                                                           |
| 읍상 교차로                 | 한우로                                                      | 횡성군                                     | 횡성읍                                      | 국도 제6, 19호선 구간 강릉 방면 진출 불가 남양주 방면 진입 불가                 |
| 마산 교차로                 | 남산로 한우로 한우로마산3길                                 | 횡성군                                     | 횡성읍                                      | 국도 제6, 19호선 구간                                                           |
| 구만육교                    | 한우로                                                      | 횡성군                                     | 횡성읍                                      | 국도 제6, 19호선 구간 강릉 방면 진입 불가 남양주 방면 진출 불가                 |
| 구만교                      | 덕고로                                                      | 횡성군                                     | 횡성읍                                      | 국도 제6, 19호선 구간 강릉 방면 진출 불가 남양주 방면 진입 불가                 |
| 추동 교차로                 | 지방도 제442호선 (한우로)                                   | 횡성군                                     | 횡성읍                                      | 국도 제6, 19호선 구간                                                           |
| 추동교                      |                                                             | 횡성군                                     | 횡성읍                                      | 국도 제6, 19호선 구간                                                           |
| 영영포 교차로               | 국도 제19호선 (성동로)                                      | 횡성군                                     | 횡성읍                                      | 국도 제6, 19호선 구간                                                           |
| 추동2교 추동3교             |                                                             | 횡성군                                     | 우천면                                      | 국도 제6호선 구간                                                               |
| (이름 없음)                 | 추용로                                                      | 횡성군                                     | 우천면                                      | 국도 제6호선 구간 강릉 방면 진출 불가 남양주 방면 진입 불가                     |
| 하산전교                    |                                                             | 횡성군                                     | 우천면                                      | 국도 제6호선 구간                                                               |
| (광암)                      | 상하가로                                                    | 횡성군                                     | 우천면                                      | 국도 제6호선 구간                                                               |
| 산전교                      |                                                             | 횡성군                                     | 우천면                                      | 국도 제6호선 구간                                                               |
| 정금교                      | 하궁로                                                      | 횡성군                                     | 우천면                                      | 국도 제6호선 구간                                                               |
| 황고개                      |                                                             | 횡성군                                     | 우천면                                      | 국도 제6호선 구간                                                               |
| (현천4리)                   | 덕송로                                                      | 횡성군                                     | 둔내면                                      | 국도 제6호선 구간                                                               |
| 현천삼거리                  | 지방도 제411호선 (강변로)                                   | 횡성군                                     | 둔내면                                      | 국도 제6호선 구간                                                               |
| 둔내IC 교차로 (둔내 나들목) | 50호선 영동고속도로                                         | 횡성군                                     | 둔내면                                      | 국도 제6호선 구간                                                               |
| 둔방 교차로                 | 지방도 제420호선 (고원로)                                   | 횡성군                                     | 둔내면                                      | 국도 제6호선 구간 지방도 제420호선 구간                                         |
| (이름 없음)                 | 둔내로                                                      | 횡성군                                     | 둔내면                                      | 국도 제6호선 구간 지방도 제420호선 구간                                         |
| 둔내삼거리                  | 둔방로 경강로둔방6길                                        | 횡성군                                     | 둔내면                                      | 국도 제6호선 구간 지방도 제420호선 구간                                         |
| (둔내호텔)                  | 용현로                                                      | 횡성군                                     | 둔내면                                      | 국도 제6호선 구간 지방도 제420호선 구간                                         |
| 주막 교차로                 | 국도 제6호선 (둔내 ~ 무이간 도로) 지방도 제420호선 (갑천로) | 횡성군                                     | 둔내면                                      | 국도 제6호선 구간 지방도 제420호선 구간                                         |
| 버덩말 교차로               | 국도 제6호선 (둔내 ~ 무이간 도로)                           | 횡성군                                     | 둔내면                                      | 국도 제6호선 구간                                                               |
| 마암 교차로                 | 봉덕로                                                      | 횡성군                                     | 둔내면                                      | 국도 제6호선 구간                                                               |
| 덕성 교차로                 | 경강로화동1길                                               | 횡성군                                     | 둔내면                                      | 국도 제6호선 구간                                                               |
| 삽교 교차로                 | 화동삽교로                                                  | 횡성군                                     | 둔내면                                      | 국도 제6호선 구간                                                               |
| 화동 교차로                 | 국도 제6호선 (둔내 ~ 무이간 도로)                           | 횡성군                                     | 둔내면                                      | 국도 제6호선 구간                                                               |
| 구두미 교차로               | 국도 제6호선 (둔내 ~ 무이간 도로)                           | 횡성군                                     | 둔내면                                      |                                                                                 |
| 양구두미재                  |                                                             | 횡성군                                     | 둔내면                                      | 태기산 정상 해발 960m                                                           |
| 양구두미재                  | 평창군                                                      | 봉평면                                     |                                             | 태기산 정상 해발 960m                                                           |
| 무이 교차로                 | 평창군                                                      | 봉평면                                     | 국도 제6호선 (둔내 ~ 무이간 도로)           | 국도 제6호선 구간                                                               |
| 태기사거리                  | 평창군                                                      | 봉평면                                     | 지방도 제408호선 (태기로)                   | 국도 제6호선 구간 지방도 제408호선 구간                                         |
| 무이1 교차로                | 평창군                                                      | 봉평면                                     | 지방도 제408호선 (팔송로)                   | 국도 제6호선 구간 지방도 제408호선 구간                                         |
| 무이2 교차로                | 평창군                                                      | 봉평면                                     |                                             | 국도 제6호선 구간                                                               |
| (무이2리)                   | 평창군                                                      | 봉평면                                     | 봉평북로                                    | 국도 제6호선 구간                                                               |
| 남안교                      | 평창군                                                      | 봉평면                                     | 이효석길                                    | 국도 제6호선 구간                                                               |
| 흥정천교                    | 평창군                                                      | 봉평면                                     |                                             | 국도 제6호선 구간                                                               |
| (평촌)                      | 평창군                                                      | 봉평면                                     | 지방도 제424호선 (애강나무길)               | 국도 제6호선 구간 지방도 제424호선 구간                                         |
| 진전 교차로                 | 평창군                                                      | 진전길                                     | 용평면                                      | 국도 제6호선 구간 지방도 제424호선 구간                                         |
| 백옥포2 교차로              | 평창군                                                      | 국도 제6호선 (둔내 ~ 무이간 도로)          | 용평면                                      | 국도 제6호선 구간 지방도 제424호선 구간 강릉 방면 진입 불가 서울 방면 진출 불가 |
| 백옥삼거리                  | 평창군                                                      | 지방도 제408호선 지방도 제424호선 (태기로) | 용평면                                      | 지방도 제424호선 구간                                                           |
| 평창 나들목                 | 평창군                                                      | 50호선 영동고속도로                        | 용평면                                      |                                                                                 |
| 장평교                      | 평창군                                                      | 국도 제31호선 (평창대로)                   | 용평면                                      | 국도 제31호선 구간                                                              |
| 장평2 교차로                | 평창군                                                      | 국도 제6호선 (둔내 ~ 무이간 도로)          | 용평면                                      | 국도 제6, 31호선 구간 강릉 방면 진출 불가 서울 방면 진입 불가                   |
| 방덕 교차로                 | 평창군                                                      | 하용전길                                   | 용평면                                      | 국도 제6, 31호선 구간                                                           |
| 용전1교                     | 평창군                                                      |                                            | 용평면                                      | 국도 제6, 31호선 구간                                                           |
| 용전1 교차로                | 평창군                                                      | 방덕골길                                   | 용평면                                      | 국도 제6, 31호선 구간                                                           |
| 용전2 교차로                | 평창군                                                      |                                            | 용평면                                      | 국도 제6, 31호선 구간                                                           |
| (용전3 교차로)              | 평창군                                                      | 도사길                                     | 용평면                                      | 국도 제6, 31호선 구간                                                           |
| 용전5 교차로                | 평창군                                                      | 신선골길                                   | 용평면                                      | 국도 제6, 31호선 구간                                                           |
| 둔전 교차로                 | 평창군                                                      |                                            | 용평면                                      | 국도 제6, 31호선 구간                                                           |
| 이목정1교                   | 평창군                                                      |                                            | 용평면                                      | 국도 제6, 31호선 구간                                                           |
| 둔지 교차로                 | 평창군                                                      |                                            | 용평면                                      | 국도 제6, 31호선 구간                                                           |
| 성낭 교차로                 | 평창군                                                      |                                            | 용평면                                      | 국도 제6, 31호선 구간                                                           |
| 이목정1 교차로              | 평창군                                                      | 골안이길                                   | 용평면                                      | 국도 제6, 31호선 구간                                                           |
| 이목정2 교차로              | 평창군                                                      | 탑거리길                                   | 용평면                                      | 국도 제6, 31호선 구간                                                           |
| 배나무정1 교차로            | 평창군                                                      |                                            | 용평면                                      | 국도 제6, 31호선 구간                                                           |
| 배나무정2 교차로            | 평창군                                                      | 배나무정길                                 | 용평면                                      | 국도 제6, 31호선 구간                                                           |
| 안산 교차로                 | 평창군                                                      |                                            | 용평면                                      | 국도 제6, 31호선 구간                                                           |
| 속사IC 교차로 (속사 나들목) | 평창군                                                      | 50호선 영동고속도로                        | 용평면                                      | 국도 제6, 31호선 구간                                                           |
| 속사삼거리                  | 평창군                                                      | 국도 제31호선 (운두령로) 속사재길          | 용평면                                      | 국도 제6, 31호선 구간 구 영동고속도로 구간                                      |
| 속사1 교차로                | 평창군                                                      | 국도 제6호선 (둔내 ~ 무이간 도로)          | 용평면                                      | 국도 제6호선 구간 구 영동고속도로 구간                                          |
| 속사2 교차로                | 평창군                                                      | 속사재길                                   | 용평면                                      | 구 영동고속도로 구간                                                            |
| 속사리재                    | 평창군                                                      |                                            | 용평면                                      | 구 영동고속도로 구간                                                            |
| 진부면                      | 평창군                                                      |                                            |                                             | 구 영동고속도로 구간                                                            |
| 하진부리                    | 평창군                                                      | 속사재길                                   | 구 영동고속도로 구간                        |                                                                                 |
| 하진부2 교차로              | 평창군                                                      | 국도 제6호선 (둔내 ~ 무이간 도로)          | 하진부1 교차로와 연결                       |                                                                                 |
| (하진부2리)                 | 평창군                                                      | 청송로                                     |                                             |                                                                                 |
| 사남1교 사남2교             | 평창군                                                      |                                            |                                             |                                                                                 |
| 하진부 교차로               | 평창군                                                      | 국도 제59호선 (오대천로) 진부중앙로        | 국도 제59호선 구간                          |                                                                                 |
| 진부체육공원 교차로         | 평창군                                                      | 석두로                                     | 국도 제59호선 구간                          |                                                                                 |
| (진부시외버스터미널 앞)     | 평창군                                                      | 청송로                                     | 국도 제59호선 구간                          |                                                                                 |
| 하진부교                    | 평창군                                                      |                                            | 국도 제59호선 구간                          |                                                                                 |
| 오대교사거리                | 평창군                                                      | 진부로                                     | 국도 제59호선 구간                          |                                                                                 |
| (상진부)                    | 평창군                                                      | 진부중앙로                                 | 국도 제59호선 구간                          |                                                                                 |
| 오대4 교차로                | 평창군                                                      | 국도 제6호선 (둔내 ~ 무이간 도로)          | 국도 제6, 59호선 구간                       |                                                                                 |
| 가우교                      | 평창군                                                      |                                            | 국도 제6, 59호선 구간                       |                                                                                 |
| 가우1 교차로                | 평창군                                                      | 방아다리로                                 | 국도 제6, 59호선 구간                       |                                                                                 |
| 월정교                      | 평창군                                                      |                                            | 국도 제6, 59호선 구간                       |                                                                                 |
| (월정 회전교차로)           | 평창군                                                      | 간평길                                     | 국도 제6, 59호선 구간                       |                                                                                 |
| 월정삼거리                  | 평창군                                                      | 국도 제6호선 국도 제59호선 (진고개로)      | 국도 제6, 59호선 구간 지방도 제456호선 구간 |                                                                                 |
| 유천 교차로                 | 평창군                                                      | 구 영동고속도로                            | 대관령면                                    | 지방도 제456호선 구간 폐쇄                                                      |
| 고교                        | 평창군                                                      |                                            | 대관령면                                    | 지방도 제456호선 구간                                                           |
| 싸리재 교차로               | 평창군                                                      | 구 영동고속도로                            | 대관령면                                    | 지방도 제456호선 구간 폐쇄                                                      |
| 차항리                      | 평창군                                                      | 솔봉로                                     | 대관령면                                    | 지방도 제456호선 구간                                                           |
| 차항교                      | 평창군                                                      | 차항길                                     | 대관령면                                    | 지방도 제456호선 구간                                                           |
| 대관령 나들목               | 평창군                                                      | 50호선 영동고속도로                        | 대관령면                                    | 지방도 제456호선 구간                                                           |
| (구 횡계 교차로)            | 평창군                                                      | 대관령로 올림픽로                          | 대관령면                                    | 지방도 제456호선 구간 구 영동고속도로 구간                                      |
| 횡계2교 횡계3교 횡계육교    | 평창군                                                      |                                            | 대관령면                                    | 지방도 제456호선 구간 구 영동고속도로 구간                                      |
| 대관령마을휴게소            | 평창군                                                      | 대관령마루길                               | 대관령면                                    | 지방도 제456호선 구간 구 영동고속도로 구간                                      |
| 대관령                      | 평창군                                                      |                                            | 대관령면                                    | 지방도 제456호선 구간 구 영동고속도로 구간                                      |
| 강릉시                      | 성산면                                                      |                                            |                                             | 지방도 제456호선 구간 구 영동고속도로 구간                                      |
| 강릉시                      | 성산면                                                      | 초막교                                     |                                             | 지방도 제456호선 구간 구 영동고속도로 구간                                      |
| 강릉시                      | 성산면                                                      | 어흘교                                     | 지방도 제415호선 (성연로)                   | 지방도 제456호선 구간 구 영동고속도로 구간                                      |
| 강릉시                      | 성산면                                                      | 강릉국도유지관리사무소 (구 구산휴게소)     |                                             | 지방도 제456호선 구간 구 영동고속도로 구간                                      |
| 강릉시                      | 성산면                                                      | (구 구산 교차로) (성산삼거리)              | 국도 제35호선 (백두대간로) (구산길)         | 지방도 제456호선 구간 구 영동고속도로 구간                                      |
| 강릉시                      | 성산면                                                      | (구 성산 교차로)                           | 국도 제35호선 (구산길)                      | 국도 제35호선 구간 지방도 제456호선 구간 구 영동고속도로 구간                   |
| 강릉시                      | 성산면                                                      | (이름 없음)                                | 회산로                                      | 국도 제35호선 구간 구 영동고속도로 구간                                         |
| 강릉시                      | 성산면                                                      | 강릉 나들목                                | 65호선 동해고속도로                         | 국도 제35호선 구간 구 영동고속도로 구간                                         |
| 강릉시                      | 성산면                                                      | 홍제1교                                    | 공제로                                      | 국도 제35호선 구간 구 영동고속도로 구간                                         |
| 강릉시                      | 장안 교차로 (구 홍제 교차로)                                | 사임당로                                   | 홍제동                                      | 국도 제35호선 구간 구 영동고속도로 구간                                         |
| 강릉시                      | 홍제2교                                                     | 경강로1804번길                             | 홍제동                                      | 국도 제35호선 구간                                                              |
| 강릉시                      | 홍제육교                                                    | 강릉대로                                   | 홍제동                                      | 국도 제35호선 구간                                                              |
| 강릉시                      | 남문삼거리                                                  | 강변로 홍제로                              | 중앙동                                      | 국도 제35호선 구간                                                              |
| 강릉시                      | 객사문사거리                                                | 임영로                                     | 중앙동                                      | 국도 제35호선 구간                                                              |
| 강릉시                      | 옥천오거리                                                  | 옥가로 율곡로                              | 옥천동                                      | 국도 제35호선 구간                                                              |
| 강릉시                      | 용지                                                        | 용지로                                     | 옥천동                                      |                                                                                 |
| 강릉시                      | (이름 없음)                                                 | 성덕포남로                                 | 포남동                                      |                                                                                 |
| 강릉시                      | 동명초등학교                                                | 송정길                                     | 송정동                                      |                                                                                 |
| 강릉시                      | 안목사거리                                                  | 성덕로 해안로                              | 송정동                                      |                                                                                 |
| 강릉시                      | (안목)                                                      | 청해로                                     | 송정동                                      |                                                                                 |
| 강릉시                      | 강릉항                                                      |                                            | 송정동                                      |                                                                                 |

## 주요 시설 및 건물
- 양정역 (경기도 남양주시 경강로 237)
- 프라움악기박물관 (경기도 남양주시 와부읍 경강로 756)
- 양평군환경사업소 (경기도 양평군 옥천면 경강로 1496)
- 양평소방서 (경기도 양평군 양평읍 경강로 2047)
- 봉상치안센터 (경기도 양평군 단월면 경강로 3526)
- 청운초등학교 갈운분교 (현 양평갈운수련원, 경기도 양평군 청운면 경강로 4867)
- 유현치안센터 (강원특별자치도 횡성군 서원면 경강로 483)
- 유현초등학교 (강원특별자치도 횡성군 서원면 경강로 711)
- 신촌치안센터 (강원특별자치도 횡성군 공근면 경강로 1520)
- 한얼문예박물관 (구 용둔초등학교, 강원특별자치도 횡성군 우천면 경강로 2885-2)
- 정금초등학교 ([강원특별자치도]] 횡성군 우천면 경강로 3276)
- 현천고등학교 (구 현천초등학교, 강원특별자치도 횡성군 둔내면 경강로 4119)
- 둔내초등학교 덕성분교 (강원특별자치도 횡성군 둔내면 경강로 5353)
- 화동보건진료소 (강원특별자치도 횡성군 둔내면 경강로 5369)
- 용평치안센터 (강원특별자치도 평창군 용평면 경강로 2003-3)
- 용평119지역대 (강원특별자치도 평창군 용평면 경강로 2004)
- 용평우체국 (강원특별자치도 평창군 용평면 경강로 2017-18)
- 용평면사무소 (강원특별자치도 평창군 용평면 경강로 2027)
- 대관령원예조합산지도매시장 (강원특별자치도 평창군 용평면 경강로 2220)
- 도성초등학교 (강원특별자치도 평창군 대관령면 경강로 4177-6)
- 국립축산과학원 한우연구소 (강원특별자치도 평창군 대관령면 경강로 4937)
- 대관령기상대 (강원특별자치도 평창군 대관령면 경강로 5372)
- 국립식량과학원 고령지농업연구소 (강원특별자치도 평창군 대관령면 경강로 5481)
- 강릉국도유지관리사무소 (강원특별자치도 강릉시 성산면 경강로 1247)
- 홍제동주민센터 (강원특별자치도 강릉시 경강로 1953)
- 강릉문화회관 (강원특별자치도 강릉시 경강로 1963)
- 중부지방고용노동청 강릉지청 (강원특별자치도 강릉시 경강로 1991)
- 강릉의료원 (강원특별자치도 강릉시 경강로 2007)
- 한국은행 강릉본부 (강원특별자치도 강릉시 경강로 2063)
- 홈플러스 강릉점 (강원특별자치도 강릉시 경강로 2120)
- 한국자산관리공사 강원지역본부 (강원특별자치도 강릉시 경강로 2151)
- 옥천동주민센터 (강원특별자치도 강릉시 경강로 2179)
- 이마트 강릉점 (강원특별자치도 강릉시 경강로 2398-10)
- 강릉동부지구대 (강원특별자치도 강릉시 경강로 2439)
- 송정동 행정복지센터 (강원특별자치도 강릉시 경강로 2451)
- 동명초등학교 (강원특별자치도 강릉시 경강로 2473)
- 강릉경찰수련원 (강원특별자치도 강릉시 경강로 2580)
- 동해상사고속 (강원특별자치도 강릉시 경강로 2628)

## 사진

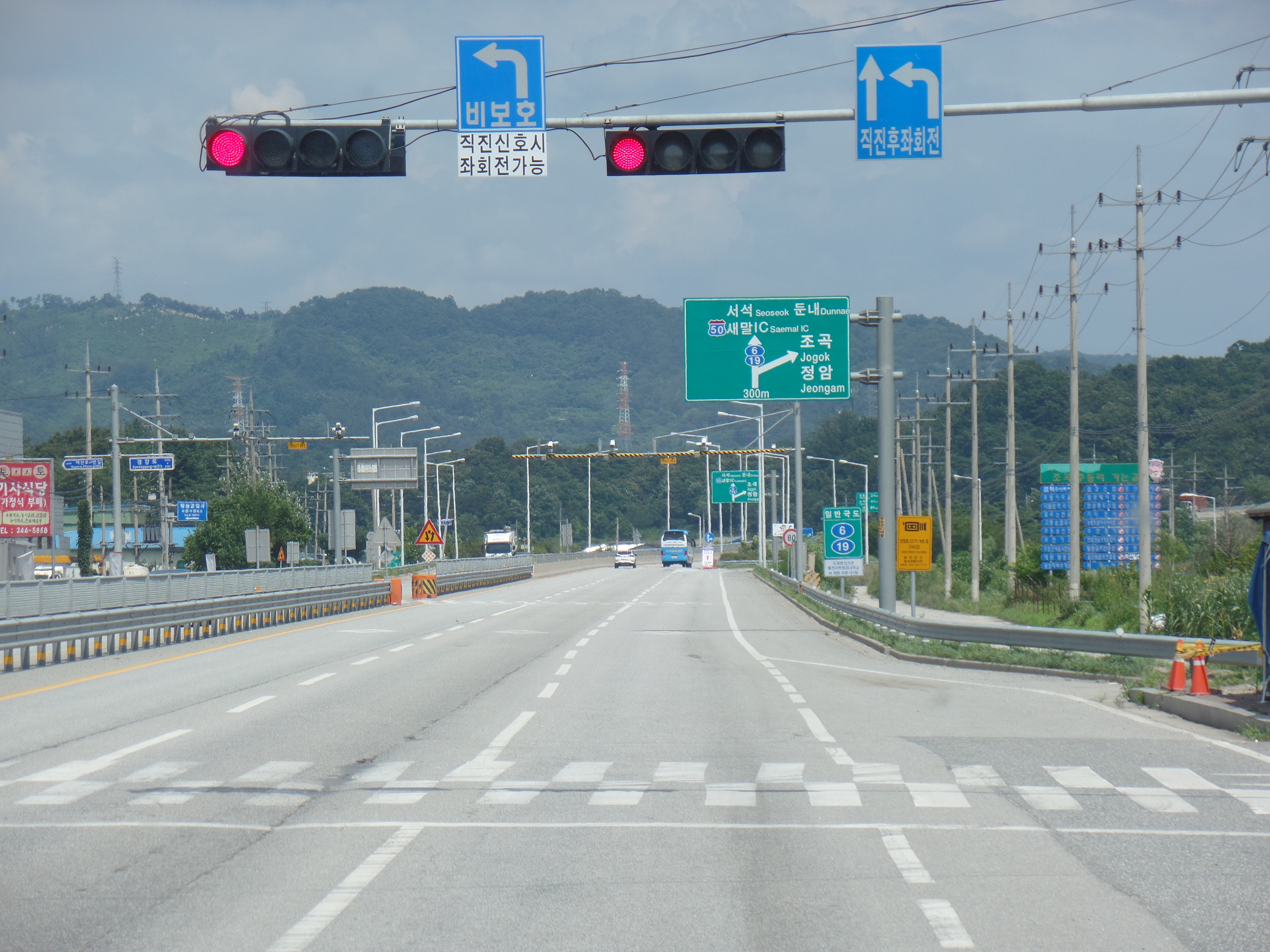
마산교차로